# Daft Club
Daft Club – album francuskiego duetu Daft Punk zawierający liczne remiksy utworów z albumu Discovery oraz jeden z Homework. Został wydany w 2003 (2004 w Stanach Zjednoczonych).

## Lista utworów
1. "Ouverture" – 2:40
2. "Aerodynamic" (Daft Punk Remix) – 6:10
3. "Harder, Better, Faster, Stronger" (The Neptunes Remix) – 5:11
4. "Face to Face" (Cosmo Vitelli Remix) – 4:55
5. "Phoenix" (Basement Jaxx Remix) – 7:53
6. "Digital Love" (Boris Dlugosch Remix) – 7:30
7. "Harder, Better, Faster, Stronger" (Jess & Crabbe Remix) – 6:01
8. "Face to Face" (Demon Remix) – 6:59
9. "Crescendolls" (Laidback Luke Remix) – 5:25
10. "Aerodynamic" (Slum Village Remix) – 3:37
11. "Too Long" (Gonzales Version) – 3:13
12. "Aerodynamite" – 7:48
13. "One More Time" (Romanthony's Unplugged) – 3:40
14. "Something About Us" (Love Theme from Interstella 5555) – 2:13